# Diocesi di Cefalù

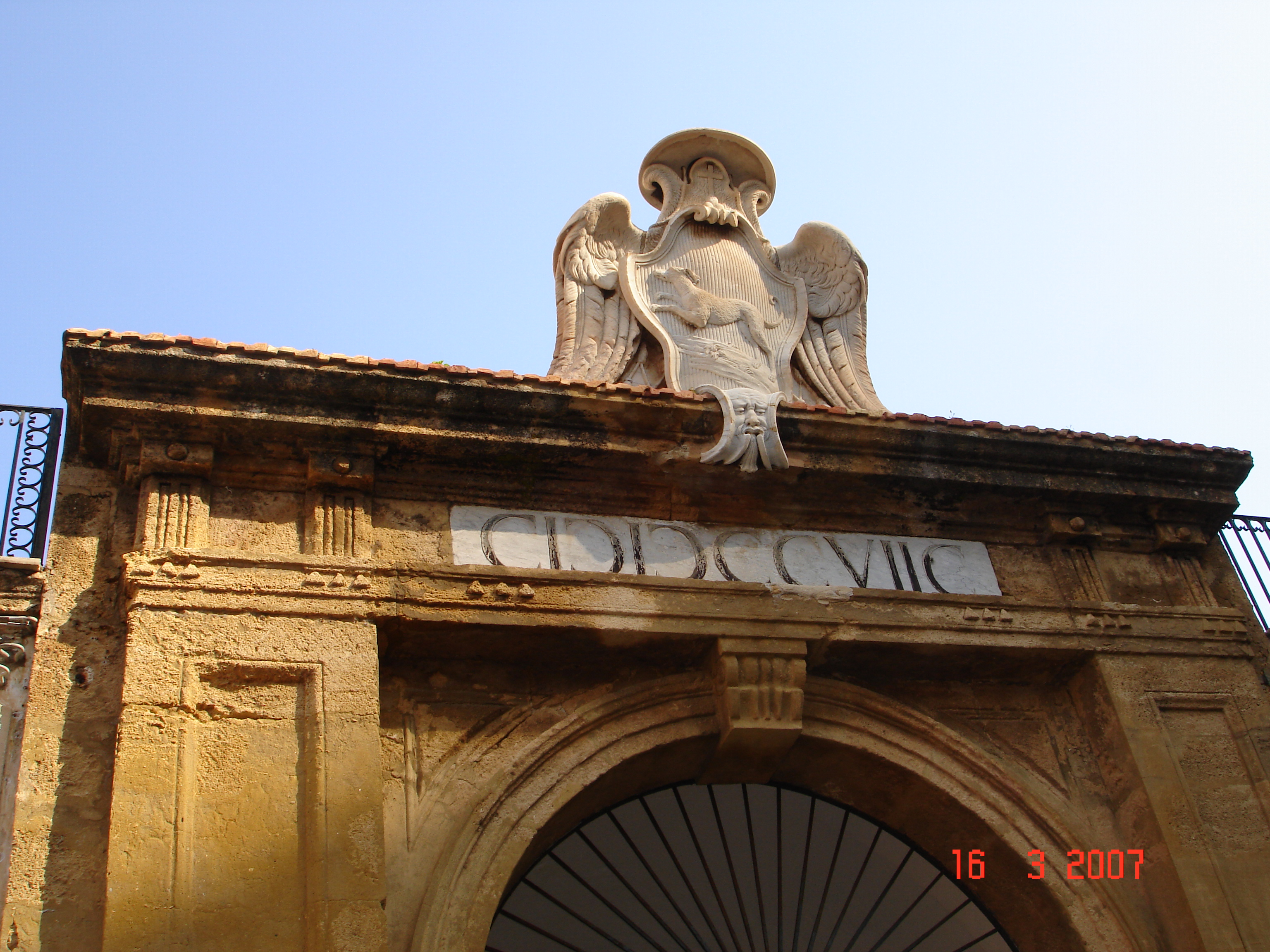
Particolare del portale del palazzo vescovile

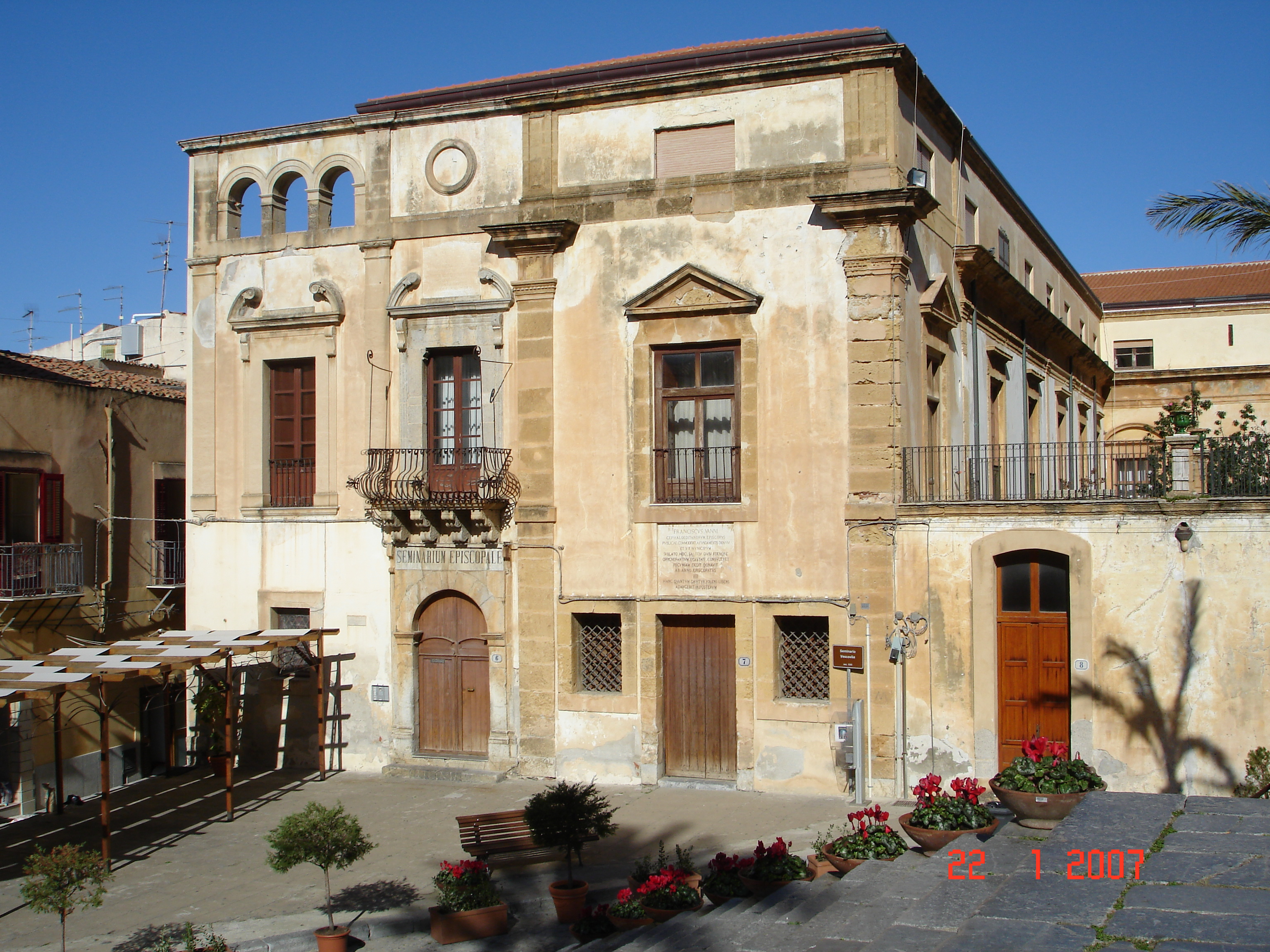
Ingresso del seminario vescovile

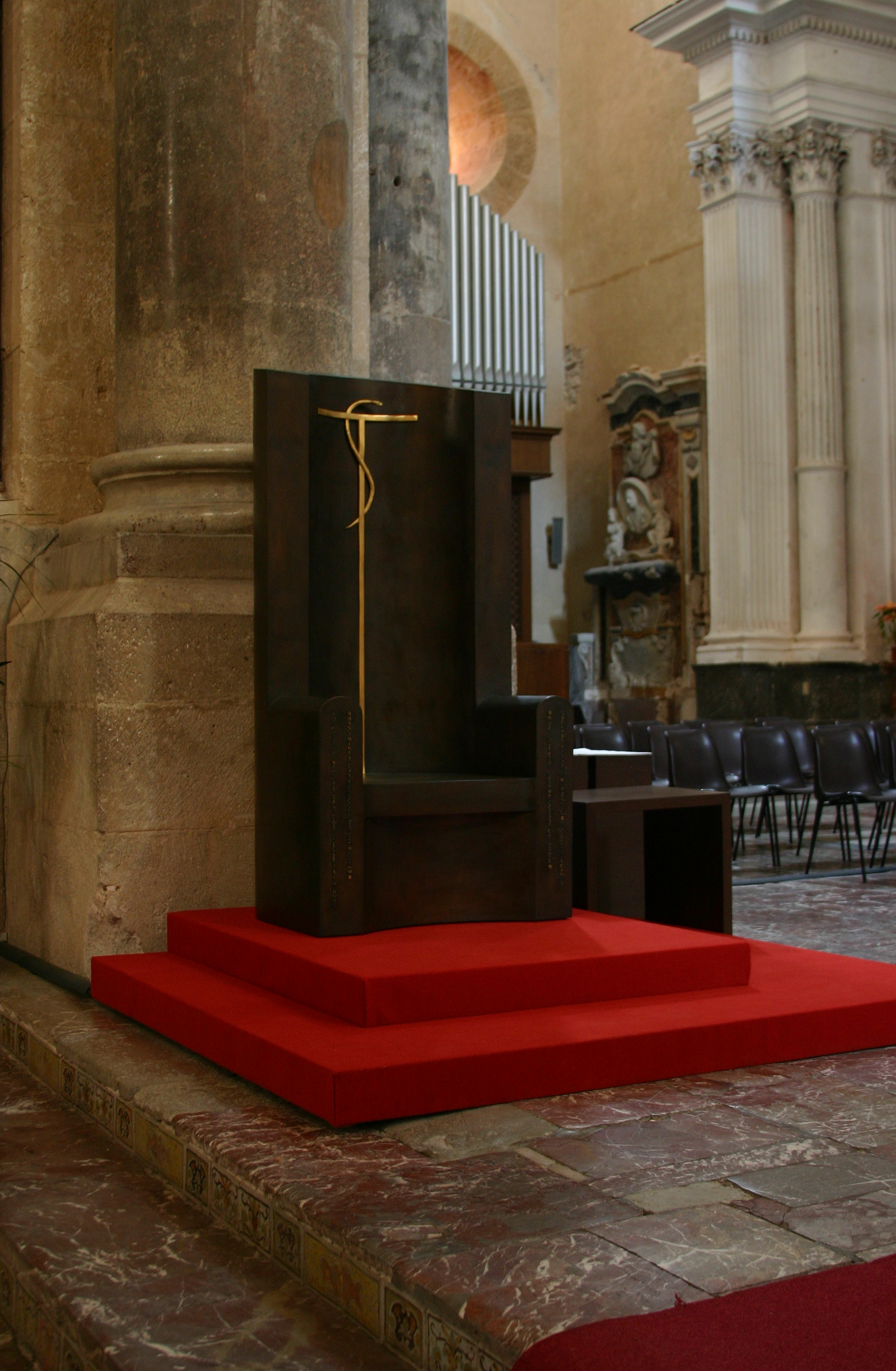
La cattedra episcopale

La diocesi di Cefalù (in latino Dioecesis Cephaludensis) è una sede della Chiesa cattolica in Italia suffraganea dell'arcidiocesi di Palermo appartenente alla regione ecclesiastica Sicilia. Nel 2023 contava 112.448 battezzati su 115.318 abitanti. È retta dal vescovo Giuseppe Marciante.
Patrona della diocesi è Maria Santissima di Gibilmanna, venerata nel santuario di Gibilmanna.

## Territorio
La diocesi comprende la città di Cefalù e i comuni di Alia, Alimena, Aliminusa, Blufi, Bompietro, Caltavuturo, Campofelice di Roccella, Castelbuono, Castellana Sicula, Collesano, Gangi, Geraci Siculo, Gratteri, Isnello, Lascari, Montemaggiore Belsito, Petralia Soprana, Petralia Sottana, Polizzi Generosa, Pollina, San Mauro Castelverde, Sclafani Bagni, Scillato e Valledolmo, tutti situati nella città metropolitana di Palermo.
Sede vescovile è la città di Cefalù, dove si trova la cattedrale della Trasfigurazione.

### Parrocchie
Il territorio è suddiviso in 53 parrocchie, raggruppate in 3 settori pastorali: Alte Madonie, Tirreno, Valle del Torto.
Settore "Alte Madonie"
- Alimena: Santa Maria Maddalena.
- Blufi: Cristo Re, San Giuseppe.
- Bompietro: Sacra Famiglia, Santi apostoli Pietro e Paolo.
- Castellana Sicula: San Francesco da Paola, San Giuseppe, Santissimo Crocifisso.
- Gangi: San Cataldo, Santa Maria, San Nicolò, Santissimo Salvatore.
- Geraci Siculo: Santa Maria Maggiore.
- Petralia Soprana: Madonna Addolorata, San Giovanni, San Giuseppe, Santi apostoli Pietro e Paolo, Santissima Trinità.
- Petralia Sottana: Madonna delle Nevi, Maria Santissima Assunta.
- Polizzi Generosa: Maria SS. Assunta, Sant'Orsola.

Settore "Tirreno"
- Campofelice di Roccella: Santa Rosalia.
- Castelbuono: Maria Santissima Assunta, Sant'Antonino martire, Natività di Maria Vergine.
- Cefalù: Cattedrale, Maria Santissima Addolorata, Sant'Agata Vergine e Martire, Sant'Ambrogio, San Francesco, Santa Maria d'Itria e San Giovanni, Spirito Santo, Santissimo Salvatore alla Torre.
- Collesano: San Pietro.
- Gratteri: San Michele Arcangelo.
- Isnello: San Nicolò di Bari, San Paolo Apostolo.
- Lascari: Maria Santissima Assunta, San Michele Arcangelo.
- Pollina: Maria Santissima della Lettera, Santi Giovanni e Paolo.
- San Mauro Castelverde: San Giorgio, Santa Maria de Francis.

Settore "Valle del Torto"
- Alia: Maria Santissima delle Grazie, Sant'Anna.
- Aliminusa: Sant'Anna.
- Caltavuturo: Santa Maria di Gesù, Santi apostoli Pietro e Paolo.
- Montemaggiore Belsito: Sant'Agata Vergine e Martire
- Scillato: Maria Santissima della Catena.
- Sclafani Bagni: Maria Santissima Assunta.
- Valledolmo: Immacolata.

## Storia
Cefalù fu già sede vescovile nel primo millennio, ma la data della sua erezione è incerta. In un elenco di episcopati siciliani dell'anno 680 compare il vescovo di Cefalù, insieme a quelli di Termini, Tindari, Malta e Lipari. Nel marzo dell'866 compare nella Diatiposi (elenco bizantino di diocesi) come suffraganea dell'arcidiocesi di Siracusa. Si conosce un solo vescovo, Niceta, presente al Concilio di Costantinopoli dell'869-870. Durante la dominazione araba la diocesi di Cefalù fu soppressa, come tutte le strutture ecclesiastiche dell'isola.
La diocesi fu ripristinata il 4 settembre 1131 dall'antipapa Anacleto II su richiesta del re Ruggero II di Sicilia. Originariamente era suffraganea dell'arcidiocesi di Messina. L'anno precedente Ruggero aveva eletto vescovo il proprio vescovo Iocelmo, che però non ricevette l'approvazione della Santa Sede e non fu mai consacrato, così come i suoi immediati successori.
In origine il vescovo era lo stesso priore del capitolo, che seguiva la regola monastica. Il capitolo era stato eretto nel giugno dello stesso 1131 da Ruggero II, come filiazione del monastero dei canonici agostiniani del monastero calabrese di Santa Maria di Bagnara.
La diocesi aveva un vasto potere temporale grazie alle fondazioni feudali di Ruggero II nel 1145 e un notevole patrimonio terriero. Per alcuni secoli dalla creazione della diocesi convissero anche nella liturgia della cattedrale il rito latino e quello bizantino. Per quanto riguarda il rito latino, si sa che fu adottato il Librus Cantus Chori del monastero benedettino di San Gallo, già adottato dal monastero di Bagnara.
Il diritto di nomina dei vescovi, secondo il regime siciliano dell'Apostolica Legazia di Sicilia, spetta ai sovrani, con conferma da parte della Santa Sede: l'esercizio di questo diritto creò con il tempo alcuni contrasti, per cui alcuni vescovi eletti non furono confermati. In realtà i candidati erano scelti dal capitolo e successivamente nominati dal sovrano.
Bosone de Gorram fu il primo vescovo legittimo, approvato dalla Santa Sede nel 1157, terminato lo scisma di Anacleto II. Il 9 aprile 1171 l'erezione della diocesi fu confermata con la bolla Quoniam sicut rerum di papa Alessandro III.
All'inizio del XIII secolo nacque la prima opera caritativa della diocesi: un ospizio per i poveri.
Nel 1546 fu aperta una casa di cura per gli infermi, gestita dall'arciconfraternita della Santissima Annunziata.
Dopo il Concilio di Trento le tradizioni liturgiche proprie della diocesi dovettero cedere il passo all'omologazione al rito romano. Invece non fu recepita l'istituzione della parrocchia: le chiese della diocesi erano affidate a vicari curati, mentre il vescovo era l'unico parroco della diocesi. Questa organizzazione pastorale accentrata era diffusa in altre diocesi siciliane, ad esempio in quella di Catania. Si deve al vescovo Francesco Gonzaga l'istituzione nel 1588 del seminario diocesano.
L'epoca della Controriforma è segnata profondamente dall'arrivo di nuovi ordini religiosi: mentre i domenicani erano già presenti dal 1502, si stabilirono a Cefalù gli eremitani, i minori osservanti, i carmelitani e i mercedari. A Polizzi Generosa i carmelitani e i fatebenefratelli si aggiunsero al monastero domenicano fondato nel 1420 e alla casa dei cappuccini istituita nel 1538. Soprattutto si diffuse la famiglia francescana: i conventuali a Collesano, a Tusa, a Gratteri, a Isnello, a Santo Stefano di Camastra; i minori osservanti a Collesano, a Mistretta, a Castel di Lucio, a Caltavuturo; i cappuccini a Collesano, a Mistretta, a Pettineo, a Gibilmanna.
Nel 1635 sorse un'altra opera caritativa: un orfanotrofio per ragazze povere. Nel 1648 fu istituito un monte di pietà, dedicato a san Didaco, i cui proventi erano utilizzati per finanziare l'ospedale.
Il 22 settembre 1671 il capitolo della cattedrale fu secolarizzato con una bolla di papa Clemente X.
Nel XVII secolo i vescovi iniziarono ad occuparsi della gestione di un Monte di prestiti, intitolato alle Anime sante del Purgatorio, ma più noto come Monte Costa. In epoca risorgimentale le autorità civili tenteranno di estromettere i vescovi dalla nomina degli amministratori e la controversia si risolverà solo nel 1905, quando i vescovi vedranno confermati i propri diritti.
La diocesi ebbe un lungo periodo di sede vacante tra il 1716 e il 1732, per la controversia sull'estinzione della Legazia apostolica che opponeva papa Clemente IX al re di Sicilia Carlo IV.
Verso la fine del secolo, durante l'episcopato di Gioacchino Castelli, i vescovi furono allontanati dalla gestione dell'ospedale, da allora riservata all'autorità civile e all'arciconfraternita dell'Annunziata.
Il 20 maggio 1844 entrò a far parte della provincia ecclesiastica dell'arcidiocesi di Palermo in forza della bolla In suprema militantis Ecclesiae specula di papa Gregorio XVI. La stessa bolla stabilì per la diocesi ampie variazioni territoriali: Castel di Lucio, Mistretta, Motta d'Affermo, Pettineo, Reitano, Santo Stefano di Camastra, Tusa furono cedute alla diocesi di Patti, Cerda all'arcidiocesi di Palermo e Vallelunga Pratameno alla diocesi di Caltanissetta, mentre Castelbuono, Petralia Sottana, Petralia Soprana, Geraci Siculo, Gangi e San Mauro Castelverde furono aggregate alla diocesi.
Nella seconda metà del XIX secolo la diocesi costituiva un'unica parrocchia e il vescovo era l'unico parroco. La diocesi riuscì a salvarsi dall'incameramento dei beni della mensa vescovile previsto dalla legge nº 3838 del 1867 dimostrando che il vescovo era appunto l'unico parroco della diocesi e che i beni erano quindi annessi alla cura d'anime.
Nell'ultimo ventennio del secolo nacquero le prime società operaie cattoliche, incrementate dopo l'enciclica Rerum Novarum del 1891. Il vescovo Gaetano d'Alessandro fu però poco interessato alla problematica sociale e mentre l'Opera dei Congressi aveva una lenta e incompleta diffusione, i lavoratori guardavano con insoddisfazione l'amministrazione delle opere sociali. Severo fu anche il successore di d'Alessandro, Anselmo Evangelista Sansoni, che guardava con sospetto tutte le associazioni laicali, anche quelle che si tenevano distanti dal temuto socialismo. Proprio questo timore però condusse alla diffusione di opere caritative tradizionali.
Il 2 febbraio 1987 è stato eretto l'Istituto superiore di scienze religiose Mariano Campo con decreto del vescovo Emanuele Catarinicchia, approvato definitivamente il 10 luglio 1993.

## Cronotassi dei vescovi
Si omettono i periodi di sede vacante non superiori ai 2 anni o non storicamente accertati.
- Niceta † (menzionato nell'869 e nell'870)
- ...
  - Iocelmo I † (1130 - 1150 dimesso) (antivescovo)
  - Arduino I † (1150 - 1156 deceduto) (antivescovo)
  - Daniele † (menzionato nel 1157) (antivescovo)
- Boso o Bosone de Gorram † (1157 - 1172 deceduto)
- Giovanni o Guido de Bevera † (1172 - 1173 deceduto)
- Guido Fabricii o da Anagni † (1173 - 1193 deceduto)
- Benedetto † (1193 - 1194)
- Giovambattista Cicala † (1194 - settembre 1215 deceduto)
- Francesco (Arduino II), O.F.M.Obs. † (1217 - 1238 deceduto)
- Iocelmo de Campania † (1240 - 1248 deceduto)
- Riccardo Grizzetta o de Logotheta, O.F.M. † (1249 - 1253 deceduto)
- Aidone da Capua † (1253 - 1253 deceduto)
- Tommaso Fusconi, O.P. † (30 settembre 1253 - 13 dicembre 1253 nominato vescovo di Siena)
- Giovanni di Stefano † (9 febbraio 1254 - 1269 deceduto)
- Pietro da Tours † (1270 - 1272 deceduto)
- Giovanni † (1272 - 1279 deceduto)
- Giunta † (1280 - 1290 deposto)
- Giacomo da Narni † (10 gennaio 1304 - 1323 deceduto)
- Ruggero Benincasa o di San Giovanni † (22 gennaio 1324 - 1329 deceduto)
  - Tommaso Buttiglieri o da Butera † (1329 - 1333) (vescovo eletto)[4]
- Roberto Campolo o da Messina, O.F.M. † (14 ottobre 1333 - 1342 deceduto)
  - Giovanni da Mileto † (1340 - 1340 deceduto)
  - Pietro de Pietro o da Caltagirone, O.F.M. † (1342 - 1342 deceduto) (vescovo eletto)[4]
- Galgano Boccadibue o Blasio, O.F.M. † (20 novembre 1342 - 1351 deceduto)
- Nicolò de Burellis † (14 ottobre 1353 - circa 1359 o 1370 deceduto)
  - Sede vacante
- Guglielmo de Salamone † (18 marzo 1388 - 1398 deceduto)
- Giuliano da Mileto (Milito), O.P. † (1398 - 1410 deceduto)
  - Giovanni de Paludibus † (4 febbraio 1411 - 1411) (vescovo eletto)
- Andrea de Campisio † (20 agosto 1411 - 1412)
  - Antonio Acciaiuoli o da Firenze † (11 marzo 1412 - 1417) (antivescovo)[5]
  - Filippo da Butera † (27 agosto 1414 - 1421 deceduto) (antivescovo)[6]
- Antonio Ponticorona, O.P. † (20 novembre 1422 - 23 luglio 1445 nominato vescovo di Agrigento)
- Luca de Sarzana, O.F.M.Obs. † (23 luglio 1445 - 1471 deceduto)
- Giovanni Gatto † (1º giugno 1472 - 18 agosto 1475 nominato vescovo di Catania)
- Bernardo Margarit † (18 agosto 1475 - 8 febbraio 1479 nominato vescovo di Catania)
- Giovanni Gatto † (8 febbraio 1479 - 1484 deceduto)
  - Enrico d'Aragona † (1484 - 1484 deceduto) (vescovo eletto)
- Francesco Vitale da Noja, O.F.M. † (26 novembre 1484 - 18 aprile 1492 deceduto)
- Francesco Orsini † (1492 - 1492 deceduto)
- Paolo de Cavalleria † (30 marzo 1495 - 1496 deceduto)
- Francesco de Luna † (1496 - 1496 deceduto)
- Lazzaro † (18 maggio 1496 - 1496 deceduto)
- Rinaldo Montoro e Landolina, O.P. † (12 ottobre 1496 - ottobre 1511 deceduto)
- Juan Requeséns † (18 gennaio 1512 - 1516 dimesso)
- Juan Sánchez † (4 novembre 1517 - 1518 deceduto)
- Guillén-Ramón de Vich y de Vallterra † (22 ottobre 1518 - 7 giugno 1525 dimesso)
- Francisco de Aragón † (7 giugno 1525 - 22 giugno 1561 deceduto)
  - Antonio Lo Faso † (1561 - 1561)
- Antonio Faraone † (17 aprile 1562 - 9 febbraio 1569 nominato vescovo di Catania)
- Rodrigo Vadillo, O.S.B. † (9 febbraio 1569 - 1º febbraio 1577 deceduto)
- Ottaviano Preconio, O.F.M. † (11 agosto 1578 - 11 aprile 1587 deceduto)
- Francesco Gonzaga, O.F.M.Obs. † (26 ottobre 1587 - 29 gennaio 1593 nominato vescovo di Pavia)
- Nicolò Stizzia † (23 maggio 1594 - 17 febbraio 1595 deceduto)
- Emanuele Quero Turillo † (18 dicembre 1596 - 2 settembre 1605 deceduto)
  - Paolo Bisnetti del Lago, O.F.M. † (1606 - 29 gennaio 1607 nominato vescovo di Trivento) (vescovo eletto)
- Martino Mira † (29 gennaio 1607 - 15 agosto 1619 deceduto)
- Manuel Esteban Muniera, O. de M. † (29 marzo 1621 - 14 ottobre 1631 deceduto)
- Ottavio Branciforte † (10 gennaio 1633 - 2 marzo 1638 nominato vescovo di Catania)
- Pietro Corsetto (21 giugno 1638 - 23 ottobre 1643 deceduto)
- Marco Antonio Gussio † (23 maggio 1644 - 22 agosto 1650 nominato vescovo di Catania)
- Francesco Gisulfo e Osorio † (21 novembre 1650 - 30 settembre 1658 nominato vescovo di Agrigento)
- Giovanni Roano e Corrionero † (16 febbraio 1660 - 27 novembre 1673 nominato arcivescovo di Monreale)
- Matteo Orlando, O.Carm. † (25 giugno 1674 - 13 novembre 1695 deceduto)
- José Sanz de Villaragut, O.F.M.Obs. † (18 giugno 1696 - 29 agosto 1698 deceduto)
  - Sede vacante (1698-1702)
- Matteo Muscella, O.F.M.Obs. † (25 settembre 1702 - 22 giugno 1716 deceduto)
  - Sede vacante (1716-1732)
- Domenico Valguarnera, C.O. † (17 novembre 1732 - 2 maggio 1751 deceduto)
- Agatino Maria Reggio Statella † (17 luglio 1752 - 16 gennaio 1755 dimesso)
- Gioacchino Castelli † (21 luglio 1755 - 12 luglio 1788 deceduto)
- Francesco Vanni, C.R. † (30 marzo 1789 - 29 novembre 1803 deceduto)
- Domenico Spoto † (28 maggio 1804 - 29 dicembre 1808 deceduto)
  - Sede vacante (1808-1814)
- Giovanni Sergio † (19 dicembre 1814 - 27 febbraio 1827 deceduto)
- Pietro Tasca † (27 settembre 1827 - 2 gennaio 1839 deceduto)
  - Sede vacante (1839-1844)
- Giovanni Maria Visconte Proto, O.S.B. † (17 giugno 1844 - 13 ottobre 1854 deceduto)
  - Sede vacante (1854-1857)
  - Filippo Cangemi † (1857 - 1857 deceduto) (vescovo eletto)
- Ruggero Blundo, O.S.B. † (15 marzo 1858 - 18 marzo 1888 deceduto)
- Gaetano d'Alessandro † (18 marzo 1888 succeduto - 8 maggio 1906 dimesso[7])
- Anselmo Evangelista Sansoni, O.F.M. † (30 ottobre 1907 - 18 giugno 1921 deceduto)
- Giovanni Pulvirenti † (19 agosto 1922 - 11 settembre 1933 deceduto)
- Emiliano Cagnoni † (5 maggio 1934 - 28 settembre 1969 deceduto)
- Calogero Lauricella † (4 giugno 1970 - 8 settembre 1973 nominato arcivescovo di Siracusa)
- Salvatore Cassisa † (1º dicembre 1973 - 11 marzo 1978 nominato arcivescovo di Monreale)
- Emanuele Catarinicchia † (11 novembre 1978 - 7 dicembre 1987 nominato vescovo di Mazara del Vallo)
- Rosario Mazzola † (23 luglio 1988 - 18 marzo 2000 ritirato)
- Francesco Sgalambro † (18 marzo 2000 - 17 settembre 2009 ritirato)
- Vincenzo Manzella (17 settembre 2009 - 16 febbraio 2018 ritirato)
- Giuseppe Marciante, dal 16 febbraio 2018

## Vescovi nati nella diocesi
- Giovanbattista Cicala (Collesano, ? - 1215), vescovo di Cefalù
- Guglielmo de Salamone (Polizzi Generosa, ? - 1398), vescovo di Cefalù
- Giuliano Da Mileto (Polizzi Generosa) Vescovo di Cefalù 1398 - 1410
- Andrea Campisi (Polizzi Generosa) Vescovo di Cefalù 1411 - 1412
- Giovanni Notarbartolo (Polizzi Generosa) Vescovo di Patti 1435 - 1437
- Francesco Maria Rini (Polizzi Generosa, 1624 - Agrigento, 1696), vescovo di Siracusa e poi di Agrigento
- Matteo Muscella (Santo Stefano di Camastra, 1652 - 1716), vescovo di Cefalù
- Giuseppe Migliaccio (Montemaggiore, 1658 - 1729), vescovo di Patti e poi arcivescovo di Messina
- Mercurio Maria Teresi (Montemaggiore, 1742 - Monreale, 1805), arcivescovo metropolita di Monreale
- Giovanni Sergio (Santo Stefano di Camastra, 1766 - Cefalù, 1827), vescovo di Cefalù
- Salvatore Fertitta (Cefalù, 1786 - 1873), vescovo di Cava e Sarno
- Antonio Maria Saeli (Montemaggiore, 1833 - 1900), vescovo di Mazara del Vallo
- Mariano Rampolla del Tindaro (Polizzi Generosa, 1843 - Roma, 1913), cardinale prete di Santa Cecilia e Cardinale Segretario di Stato
- Luciano Geraci (Petralia Sottana, 1877 - Petralia Sottana, 1946), vescovo titolare di Modone, prelato di Santa Lucia del Mela
- Giuseppe Misuraca (Cefalù, 1884 - 1962), arcivescovo titolare di Cesarea di Cappadocia, nunzio apostolico in Venezuela
- Costantino Trapani (Alimena, 1912 - Catania, 1988), vescovo di Nicosia e poi di Mazara del Vallo
- Domenico Mogavero (Castelbuono, 1947), vescovo di Mazara del Vallo

## Istituti di religiosi e di religiose
- Ordine dei frati minori: Collesano.
- Cappuccini: Castelbuono, Gangi, Gibilmanna.
- Giuseppini del Murialdo: Cefalù.
- Suore collegine della Sacra Famiglia: Cefalù, Caltavuturo, Castelbuono, Gangi, Geraci, Isnello, Montemaggiore, Petralia Soprana, Valledolmo.
- Francescane: Petralia Sottana.
- Figlie della Croce: Cefalù, Campofelice, Collesano, Castelbuono.
- Clarisse: Castelbuono.

## Statistiche
La diocesi nel 2023 su una popolazione di 115.318 persone contava 112.448 battezzati, corrispondenti al 97,5% del totale.
| anno | popolazione | popolazione | popolazione | presbiteri | presbiteri | presbiteri | presbiteri                | diaconi | religiosi | religiosi | parrocchie |
| anno | battezzati  | totale      | %           | numero     | secolari   | regolari   | battezzati per presbitero | diaconi | uomini    | donne     | parrocchie |
| ---- | ----------- | ----------- | ----------- | ---------- | ---------- | ---------- | ------------------------- | ------- | --------- | --------- | ---------- |
| 1950 | 131.440     | 131.483     | 100,0       | 190        | 149        | 41         | 691                       |         | 66        | 240       | 30         |
| 1956 | 135.906     | 135.950     | 100,0       | 187        | 150        | 37         | 726                       |         | 60        | 240       | 34         |
| 1969 | 118.538     | 118.742     | 99,8        | 158        | 123        | 35         | 750                       |         | 52        | 286       | 42         |
| 1978 | 115.000     | 116.000     | 99,1        | 126        | 96         | 30         | 912                       |         | 47        | 235       | 47         |
| 1990 | 116.000     | 117.200     | 99,0        | 113        | 81         | 32         | 1.026                     |         | 47        | 200       | 53         |
| 1999 | 114.000     | 115.130     | 99,0        | 104        | 79         | 25         | 1.096                     |         | 34        | 130       | 53         |
| 2000 | 113.500     | 114.700     | 99,0        | 110        | 78         | 32         | 1.031                     |         | 36        | 126       | 53         |
| 2001 | 113.356     | 114.200     | 99,3        | 99         | 78         | 21         | 1.145                     |         | 28        | 137       | 53         |
| 2002 | 112.556     | 114.200     | 98,6        | 99         | 78         | 21         | 1.136                     |         | 27        | 127       | 53         |
| 2003 | 112.500     | 114.000     | 98,7        | 98         | 77         | 21         | 1.147                     |         | 27        | 127       | 53         |
| 2004 | 110.000     | 113.254     | 97,1        | 93         | 72         | 21         | 1.182                     |         | 27        | 127       | 53         |
| 2006 | 111.200     | 113.250     | 98,2        | 98         | 73         | 25         | 1.134                     | 2       | 32        | 112       | 53         |
| 2010 | 111.500     | 114.500     | 97,3        | 100        | 82         | 18         | 1.115                     | 8       | 20        | 99        | 53         |
| 2013 | 111.700     | 114.200     | 97,8        | 100        | 70         | 30         | 1.117                     | 8       | 33        | 65        | 53         |
| 2016 | 111.800     | 116.500     | 96,0        | 88         | 70         | 18         | 1.270                     | 8       | 21        | 64        | 53         |
| 2019 | 111.200     | 115.800     | 96,0        | 75         | 60         | 15         | 1.482                     | 8       | 17        | 53        | 53         |
| 2021 | 112.926     | 115.800     | 97,5        | 72         | 56         | 16         | 1.568                     | 10      | 17        | 53        | 53         |
| 2023 | 112.448     | 115.318     | 97,5        | 73         | 56         | 17         | 1.540                     | 10      | 18        | 50        | 53         |